# Атаконыс (Келесский район)
Атаконыс (каз. Атақоныс, до 2002 г. — Большевик) — село в Келесском районе Туркестанской области Казахстана. Входит в состав Ошактинского сельского округа. Код КАТО — 515477200.

## Население
В 1999 году население села составляло 775 человек (378 мужчин и 397 женщин). По данным переписи 2009 года, в селе проживало 678 человек (335 мужчин и 343 женщины).